# Габриэле, Паоло
Паоло Габриэле (итал. Paolo Gabriele; 19 августа 1966, Рим — 24 ноября 2020, Рим) — камердинер папы римского Бенедикта XVI  с 2006 по 2012 год, основное действующее лицо скандала «Ватиликс».

## Рядом с Бенедиктом XVI
Габриэле состоял при папе римском с 2006 года. Широкой общественности до «скандала Ватиликс» он не был известен по имени, но его часто видели в окружении Папы. В его обязанности также входило прислуживать понтифику во время обеда, когда нередко он и сам сидел за столом Бенедикта XVI. Вечером готовил спальню папы и удалялся, когда Ратцингер отправлялся в свой кабинет. Кроме того, помогал папе во время поездок. Также Габриэле хранил все ключи, которыми открываются самые охраняемые в мире двери, лестницы и лифты. Сотрудники папского двора между собой называли Габриэле уменьшительным именем «Паолетто», с началом скандала журналисты прозвали его «il Corvo» — Ворон. Ранее он состоял на службе у американского архиепископа Джеймса Харви, префекта Папского двора.

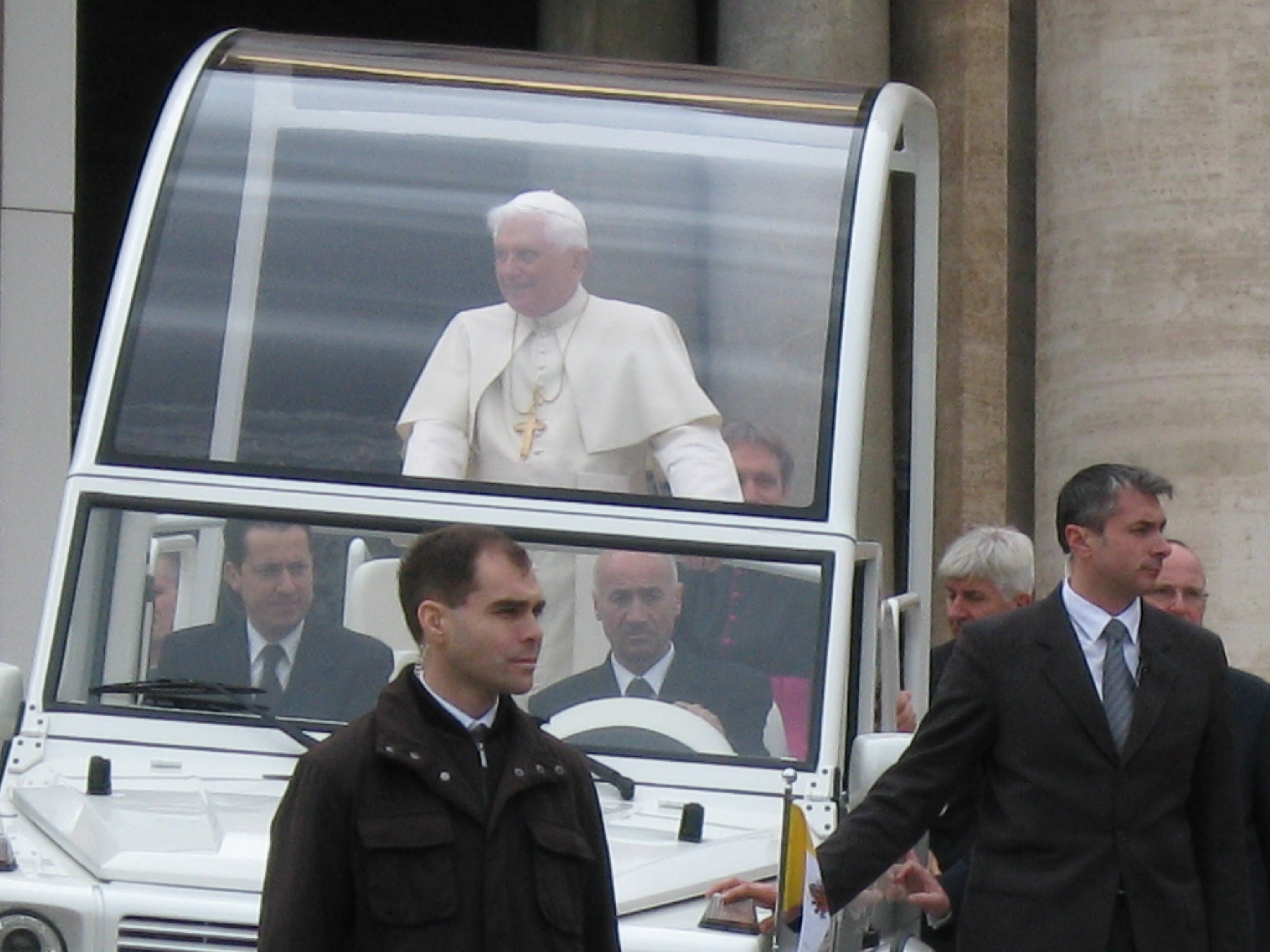
Габриэле в папамобиле (сидит рядом с водителем) при выезде Бенедикта XVI на площадь Святого Петра в Ватикане 26 марта 2008 года.

Папские покои на третьем этаже Палаццо Апостолико состоят из семи комнат различных размеров и часовни, где папа служит мессы. Из всех этих помещений спальня, кабинет и прихожая заняты самим понтификом; также имеется большая ванная комната, спальня монахинь, которые спят ночью возле комнаты папы, и большая столовая. Помимо Габриэле, который по утрам помогал Папе облачиться в дневные одеяния и поддерживал порядок в комнате и кабинете, в ближайшем окружении Папы находились также два личных секретаря: Георг Генсвайн, немецкий священник (в прошлом — священник кафедрального собора во Фрайбурге), известный всем как «красивый священник», и Альфред Ксереб, мальтиец. Также рядом с Бенедиктом XVI находились монахини Росселла, Лоредана, Кристина и Кармела, занятые на кухне (монахини представляли общество Memores Domini движения «Причастие и освобождение»). Павел VI обычно обедал в окружении своих секретарей, и Бенедикт XVI, в отличие от Иоанна Павла II, также не приглашал часто посторонних лиц в свои покои. Согласно утверждению Джанлуиджи Нуцци в книге «Его святейшество», гостями Папы чаще других были отец Федерико Ломбарди (директор Зала печати Ватикана), Джованни Мария Виан (директор ватиканского официального издания L’Osservatore Romano), церемониймейстер монсеньор Гвидо Марини и Питер Брайан Уэллс (асессор по общим делам Государственного секретариата Ватикана). Среди других людей, которые имели доступ к апартаментам (в значительной степени это те же лица, что и при Иоанне Павле II), были три женщины: физиотерапевт (также участница движения «Причастие и освобождение»), преподаватель музыки Ингрид Стампа и личный секретарь монахиня Биргит Вансинг, о которой говорили, что только она способна разбирать почерк Бенедикта XVI (Стампа и Вансинг принадлежали движению Институт святых отцов Шёнштатта).

## Ватиликс

### Джанлуиджи Нуцци и источник «Мария»

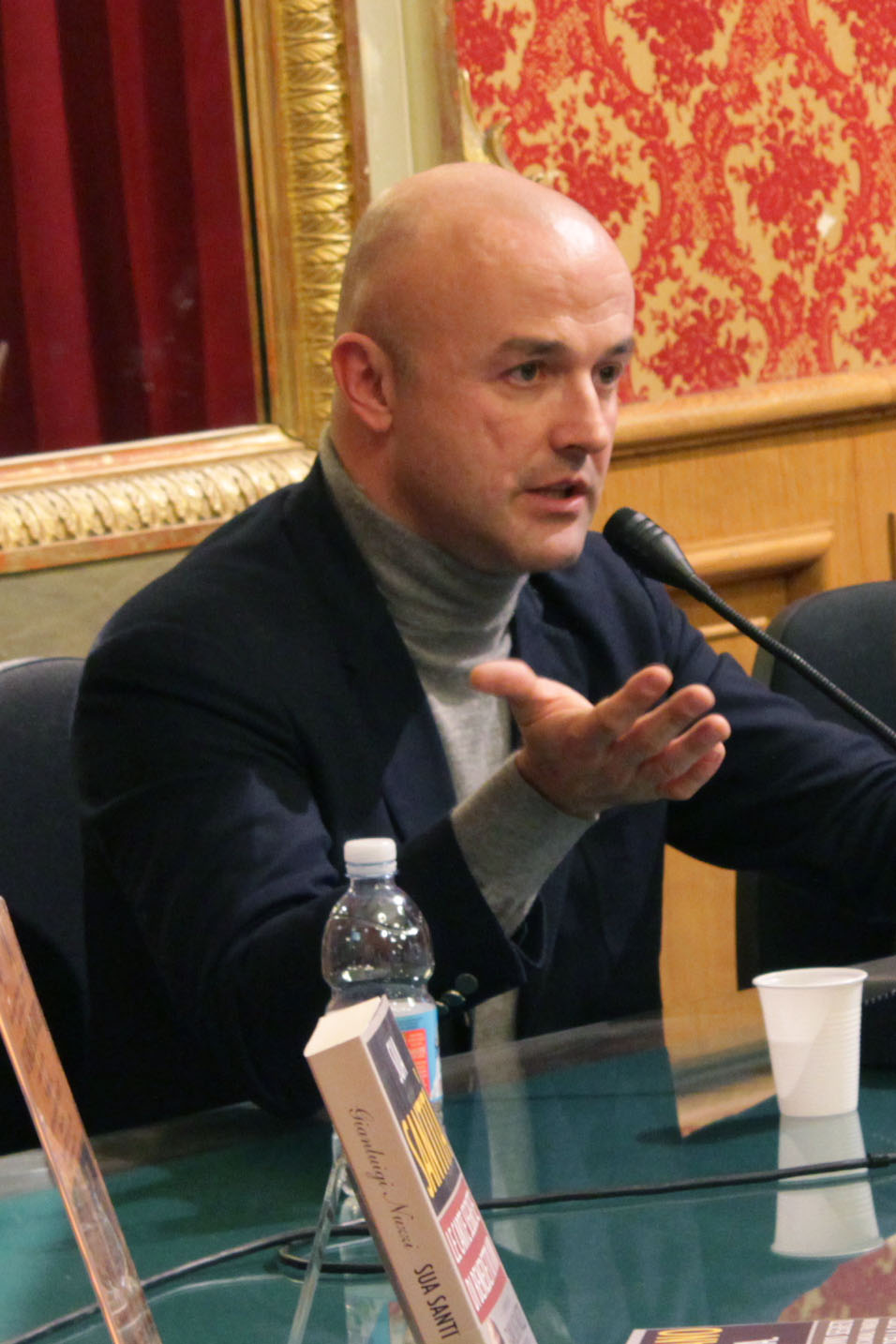
Джанлуиджи Нуцци в 2013 году (на столе перед ним стоит экземпляр книги «Sua Santità»).

Джанлуиджи Нуцци в книге Sua Santità («Его святейшество»), публикация которой в мае 2012 года стала важнейшей вехой в развитии скандала Ватиликс, не раскрывает личности ватиканского «крота» и называет его «источник информации Мария». Однако, пресса с самого начала связала фигуру тайного осведомителя с именем Паоло Габриэле как одним из наиболее возможных кандидатов на роль «Ворона» (тем более, что книга вышла из печати буквально за несколько дней до ареста папского камердинера). Нуцци утверждает, что весной 2011 года старый приятель предложил ему встретиться в Милане, где и рассказал о существовании человека, желающего предать гласности секретные документы Ватикана. Затем в Риме состоялись две встречи журналиста с посредниками (как показалось Нуцци, под наблюдением сотрудников некой службы безопасности в штатском). Сами посредники произвели на Нуцци впечатление скорее военных, чем священнослужителей. Темой беседы стали способы обеспечения безопасности «Ворона», интересы Нуцци в происходящих событиях и методы его работы. Первая встреча журналиста с источником состоялась в пустой комнате с одним пластиковым стулом. В беседе «Мария» назвал себя представителем группы людей, находящихся в аппарате Римской курии и имеющих доступ к сведениям о различных злоупотреблениях в недрах католической церкви, но не располагающих возможностью самостоятельно принять меры к их устранению по причине отсутствия у них властных полномочий. По словам источника, эта группа сочла необходимым опубликовать ряд компрометирующих документов, дабы оказать помощь Бенедикту XVI в проведении жизненно важных реформ. По мнению ряда наблюдателей, именно мотивы Габриэле, о которых он говорил в ходе судебного процесса, в конечном итоге обрели в глазах общества большее значение, чем содержание разглашённых документов, часть которых Папа изначально пометил как подлежащие уничтожению.
Затем состоялась серия встреч Нуцци с «Марией», которые организовывались с соблюдением законов конспирации — в разное время, в разных местах, квартирах и офисах, с глазу на глаз, без предварительных телефонных переговоров прямым текстом. Источник приносил документы, как правило, просто в руках — в свёртках или конвертах, но три письма Дино Боффо он принёс упакованными особым образом на спине, под пиджаком.
По утверждению авторского коллектива журналистов The Wall Street Journal, на следующий день после выхода в свет книги Нуцци секретарь Бенедикта XVI Георг Генсвайн собрал весь персонал, работающий в папских апартаментах, и каждому лично задал вопрос, не передавал ли кто-нибудь документы с письменного стола Папы посторонним лицам. Паоло Габриэле на дважды повторённый вопрос дважды ответил отрицательно.

### Суд и помилование
23 мая 2012 года Паоло Габриэле был арестован по обвинению в хищении секретных документов Святого Престола, 21 июля 2012 года переведён под домашний арест.
В состав Ватиканского трибунала по делу Паоло Габриэле вошли: Джузеппе Далла Торре (председатель), Паоло Папанти-Пеллетьер (Paolo Papanti-Pelletier), Венерандо Марано (Venerando Marano) и Рафаэле Оттавиано (Raffaele Ottaviano).
29 сентября 2012 года состоялось первое заседание Ватиканского трибунала по делу Паоло Габриэле и обвинённого в пособничестве программиста Государственного секретариата Ватикана Клаудио Шарпелетти (последний отсутствовал в зале заседаний, а представлявший его интересы адвокат Джанлука Бенедетти обратился с ходатайством о рассмотрении дела своего подзащитного в отдельном процессе). После ухода летом 2012 года из процесса адвоката Карло Фуско, защиту Габриэле осуществляла одна Кристиана Арру; обвинение поддерживал Никола Пикарди. Кристиана Арру начала с заявления о некомпетентности суда, поскольку дело Габриэле должен рассматривать Святой Престол на основе канонического права, но председательствующий Далла Торре отклонил это заявление, поскольку Габриэле обвиняется в хищении секретных документов государства Ватикан. В первом заседании суда стало известно, что в июне на лестничной клетке в доме Паоло была установлена видеокамера для контроля за посетителями его квартиры. На этом же заседании генеральный инспектор Корпуса жандармов Ватикана Доменико Джани сообщил об изъятии в ходе предварительного следствия у Габриэле 82 коробок улик (это были не только секретные документы Ватикана, но и все материалы, заинтересовавшие следователей).
2 октября 2012 года состоялось второе заседание трибунала, на котором единственным подсудимым остался только Габриэле. Он заявил о своей невиновности, но признал ответственность за предательство доверия Папы Римского. Паоло также заявил о злоупотреблениях по отношению к нему в первые двадцать дней заключения (в частности, о психологическом давлении и постоянно включённом свете в камере), об отсутствии у него прямых сообщников в совершении инкриминируемых ему деяний. Подсудимый утверждал, что не выносил оригиналы документов, а только делал фотокопии их в течение 2010 и 2011 годов, и не получал за свою деятельность материального вознаграждения, руководствуясь лишь стремлением внести свой вклад в преодоление пороков церкви. Личный секретарь Папы Георг Генсвайн заявил, что первые подозрения о причастности Габриэле к хищению документов появились у него лишь по прочтении книги Нуцци «Его Святейшество», а допрошенные жандармы упомянули, что среди фотокопий документов, изъятых в доме Габриэле, многие содержали информацию о деятельности масонов и секретных служб.
3 октября 2012 года на третьем заседании трибунала ответственный за содержание подсудимого Лука Чинтия сообщил о результатах проверки условий заключения Габриэле, проведённой по поручению судьи Далла Торре — нарушений закона и международных стандартов не обнаружено. Несколько жандармов дали показания о результатах обыска в доме Габриэле 23 мая 2012 года, когда были изъяты, помимо фотокопий, также и подлинные документы Папы, Государственного секретариата Ватикана, конгрегаций Ватикана, папских советников и т. д., в том числе письма кардиналов Папе и ответы понтифика, документы с личной подписью Папы и другие, содержащие сведения о масонстве, эзотеризме, ложе P-2, расследовании P4 (незаконной деятельности Луиджи Бизиньяни), о деле Кальви и IOR и прочем.
6 октября 2012 года Габриэле был приговорён к 18 месяцам тюремного заключения за хищение секретных документов Ватикана, 22 декабря 2012 года Папа Бенедикт XVI лично посетил камеру в помещении ватиканской жандармерии, где вопреки первоначальным ожиданиям прессы содержался Габриэле, и сообщил осуждённому о помиловании. По сообщению пресс-секретаря Святого Престола Федерико Ломбарди, разговор продолжался 15 минут, был очень напряжённым и личным. Также Ломбарди заявил, что бывшему дворецкому после освобождения запрещено жить и работать в Ватикане.
В период судебного процесса Нуцци взял интервью у Габриэле, вышедшее отдельным изданием. Паоло вновь заявил о существовании целой группы людей, в количестве около двадцати человек, включая кардиналов, желавших прервать заговор молчания вокруг нелицеприятных сторон деятельности Ватикана, однако подчеркнул необходимость различать критику в адрес государственных структур и третирование Святого Престола.

## Семья
Габриэле был женат на Мануэле Читти, у них было трое детей (в июле 2012 года их дочери было 13 лет, а мальчикам-близнецам — 14). Жена поддерживала мужа в ходе расследования, заявляла, как и он, о неприятии прозвища «Ворон», применяемого к Паоло итальянской прессой. После оглашения приговора Мануэла заявила прессе, что хочет только вновь обнять своего мужа и быть рядом с ним.
Сообщалось, что ватиканские жандармы при обыске в доме Габриэле изъяли в числе прочего школьные упражнения его детей и одну игровую приставку Playstation. В конце сентября в прессу попало заявление неназванного источника, близкого к семье Габриэле: «В данный момент главной заботой Паоло являются его дети, прежде всего из-за трудностей, которые могут возникнуть в их жизни по вине средств массовой информации».
Родители родом из городка Баньоли дель Триньо, в горной местности поблизости от города Молизе в провинции Изерния. Ныне там живут родственники семьи Габриэле, и в мае 2012 года, после ареста Паоло, в некоторых домах жандармерия при обысках также обнаружила секретные документы Святого Престола. 14 июля 2012 года отец Габриэле обратился в программу Top Secret итальянского телеканала TGcom24 с письмом в защиту своего сына, в котором называл его честным человеком и заявлял о своей вере в торжество истины.
Когда в ходе судебного процесса прокурор Пикарди назвал священника Паоло Морокутти человеком, который познакомил подсудимого с Джованни Люци, адвокат Кристиана Арру сделала следующее заявление: «Семья Габриэле огорчена тем, что пресса ненадлежащим образом вмешивает в процесс имя дона Паоло Морокутти. Дон Паоло всегда был другом семьи и играл уникальную роль, находясь рядом с синьорой Габриэле и особенно с детьми в наиболее тяжелые и печальные моменты этих событий. За это семья испытывает в отношении дона Паоло глубокую благодарность».

## После Ватиликса
В январе 2013 года появились сообщения, что Паоло Габриэле, вопреки прежним сведениям, может вернуться к работе, но не в аппарате Святого Престола, а в педиатрической больнице Дитя-Иисус, находящейся в одной из экстратерриториальных зон Ватикана в Риме (на площади Сант-Онофрио). По утверждению Интернет-издания газеты La Stampa Vatican Insider, впоследствии Габриэле должен вместе с семьёй оставить прежнюю служебную квартиру новому камердинеру Папы Римского, Сандро Мариотти, и переехать в новую, также предоставленную Ватиканом. 11 февраля 2013 года, в день, когда Бенедикт XVI официально объявил о своём намерении уйти на покой, Габриэле приступил к работе в качестве архивиста социального кооператива, в чьём ведении находится упомянутая больница. За время, прошедшее между освобождением из заключения и первой годовщиной приговора, он отклонил все просьбы об интервью, приглашения на телешоу и предложения написать книгу о пережитом.
24 ноября 2020 года скончался после продолжительной болезни на пятьдесят пятом году жизни.

### Видео
- Оглашение приговора Паоло Габриэле
- Заявление Федерико Ломбарди по итогам второго судебного заседания о признании Паоло Габриэле своей вины